# 제이슨 티슨
제이슨 티슨(영어: Jayson Thiessen)은 《마이 리틀 포니: 우정은 마법》으로 유명한 애니메이터이다. 2017년 영화판의 감독도 맡게 되었다.